# Гуйган
Гуйга́н (кит. 贵港市, пін. Guìgǎng Shi) — міський округ у складі Гуансі-Чжуанського автономного району. Розташований на півдні Китаю. Адміністративний центр — район Ганбей.

## Географія
Лежить у майже центрі автономного району на річці Юйцзян (басейн Сіцзяну).

### Клімат
Місто знаходиться у зоні, котра характеризується вологим субтропічним кліматом. Найтепліший місяць — липень із середньою температурою 29.1 °C (84.4 °F). Найхолодніший місяць — січень, із середньою температурою 12.8 °С (55 °F).
| Клімат Гуйгана (район Ганнань) | Клімат Гуйгана (район Ганнань) | Клімат Гуйгана (район Ганнань) | Клімат Гуйгана (район Ганнань) | Клімат Гуйгана (район Ганнань) | Клімат Гуйгана (район Ганнань) | Клімат Гуйгана (район Ганнань) | Клімат Гуйгана (район Ганнань) | Клімат Гуйгана (район Ганнань) | Клімат Гуйгана (район Ганнань) | Клімат Гуйгана (район Ганнань) | Клімат Гуйгана (район Ганнань) | Клімат Гуйгана (район Ганнань) | Клімат Гуйгана (район Ганнань) |
| Показник                       | Січ.                           | Лют.                           | Бер.                           | Квіт.                          | Трав.                          | Черв.                          | Лип.                           | Серп.                          | Вер.                           | Жовт.                          | Лист.                          | Груд.                          | Рік                            |
| Середня температура, °C        | 12,8                           | 13,7                           | 17,4                           | 22                             | 26,1                           | 27,8                           | 29,1                           | 28,6                           | 27,4                           | 23,9                           | 19                             | 14,8                           | 21,9                           |
| Норма опадів, мм               | 50                             | 63.2                           | 80.9                           | 180.2                          | 231.4                          | 260.9                          | 215.5                          | 245.3                          | 121.5                          | 83                             | 53.7                           | 36.5                           | 1622.1                         |
| Днів з опадами                 | 12,1                           | 12,6                           | 14,9                           | 17,1                           | 17,5                           | 17,7                           | 16,6                           | 17,4                           | 12,1                           | 10,7                           | 10,5                           | 10,7                           | 169,9                          |
| Вологість повітря, %           | 75                             | 80.5                           | 82.3                           | 82.6                           | 80.2                           | 80.5                           | 78.5                           | 80.3                           | 75.9                           | 73.8                           | 73.6                           | 73                             | 78                             |
| ------------------------------ | ------------------------------ | ------------------------------ | ------------------------------ | ------------------------------ | ------------------------------ | ------------------------------ | ------------------------------ | ------------------------------ | ------------------------------ | ------------------------------ | ------------------------------ | ------------------------------ | ------------------------------ |
| Джерело: Weatherbase           |                                |                                |                                |                                |                                |                                |                                |                                |                                |                                |                                |                                |                                |

## Адміністративний поділ
Міський округ поділяється на 3 райони, 1 місто і 1 повіт:
| Карта                                 | Карта   | Карта    | Карта            |
| ------------------------------------- | ------- | -------- | ---------------- |
| Ціньтан Ганбей Гуйпін Піннань Ганнань |         |          |                  |
| Статус                                | Назва   | Оригінал | Населення (2020) |
| Район                                 | Ганбей  | 港北区   | 760 633          |
| Район                                 | Ганнань | 港南区   | 516 598          |
| Район                                 | Ціньтан | 覃塘区   | 423 747          |
| Місто                                 | Гуйпін  | 桂平市   | 1 511 011        |
| Повіт                                 | Піннань | 平南县   | 1 104 273        |